# Scrophularia czernjakowskiana
Scrophularia czernjakowskiana är en flenörtsväxtart som beskrevs av Boris Fedtjenko. Scrophularia czernjakowskiana ingår i släktet flenörter, och familjen flenörtsväxter. Inga underarter finns listade i Catalogue of Life.